# Ligidia decisissima
Ligidia decisissima là một loài bướm đêm trong họ Noctuidae.